# مركز شباب بلاطة
مركز شباب بلاطة.  أو كما يُسميه الجمهور الجدعان، هو نادي رياضي ثقافي اجتماعي تأسس عام 1954 في مخيم بلاطة المقام في مدينة نابلس على أراضي قرية بلاطة.
حمل في البداية اسم ( مركز التربية الأساسية )؛ حيث خضع منذ تأسيسه لإشراف وكالة غوث وتشغيل اللاجئين الفلسطينيين، وبدأ المركز بالعمل منذ ذلك العام، بطريقة دؤوبة لرفع الشأن الرياضي والثقافي والاجتماعي، والأنشطة الأخرى للمخيم. ونتيجة للدور الوطني والنضالي خلال فترة الاحتلال؛ قامت قوات الاحتلال بإغلاق المركز بشكل متقطع منذ العام 1972، إلى أن تم إغلاقه بشكل كامل من العام 1982 وحتى العام 1993.
يتطلع مركز شباب بلاطة الاجتماعي، أن يكون الداعم الأساسي لجميع الأنشطة الرياضية والثقافية والاجتماعية والكشفية، على مستوى مخيم بلاطة والمنطقة، كما يتطلع المركز إلى أن يكون له ملعب خاص لجميع الألعاب الرياضية، مثل كرة القدم والسلة واليد والطائرة وكرة الطاولة وغيرها من الألعاب الفردية والجماعية، وأن يكون له صالة مغلقة متعددة الأغراض، لتستوعب أنشطة المركز والمؤسسات الأخرى المثيلة.

## المهام والأهداف
يسعى مركز شباب بلاطة الاجتماعي إلى تنمية الشباب في مخيم بلاطة وضواحيه، وتقديم خدمات التعليم والتثقيف والتدريب وصقل المهارات، وإلى أن يكون الداعم الأساسي لجميع الأنشطة الرياضية والثقافية والاجتماعية والكشفية على مستوى مخيم بلاطة والمنطقة.

## أبرز إنجازات النادي
حصل على عدة بطولات منها بطولة المملكة، وكأس فلسطين مرتين عام 1996 وعام 2019.
حصل على كأس الشهيد ياسر عرفات عام 2017
تنظم اللجنة الرياضية بطولات موسمية بكرة القدم والألعاب الأخرى، ومنها: بطولة العودة، وبطولة النخبة وبطولة الشهداء.